# Comisión de Calidad Ambiental de Texas

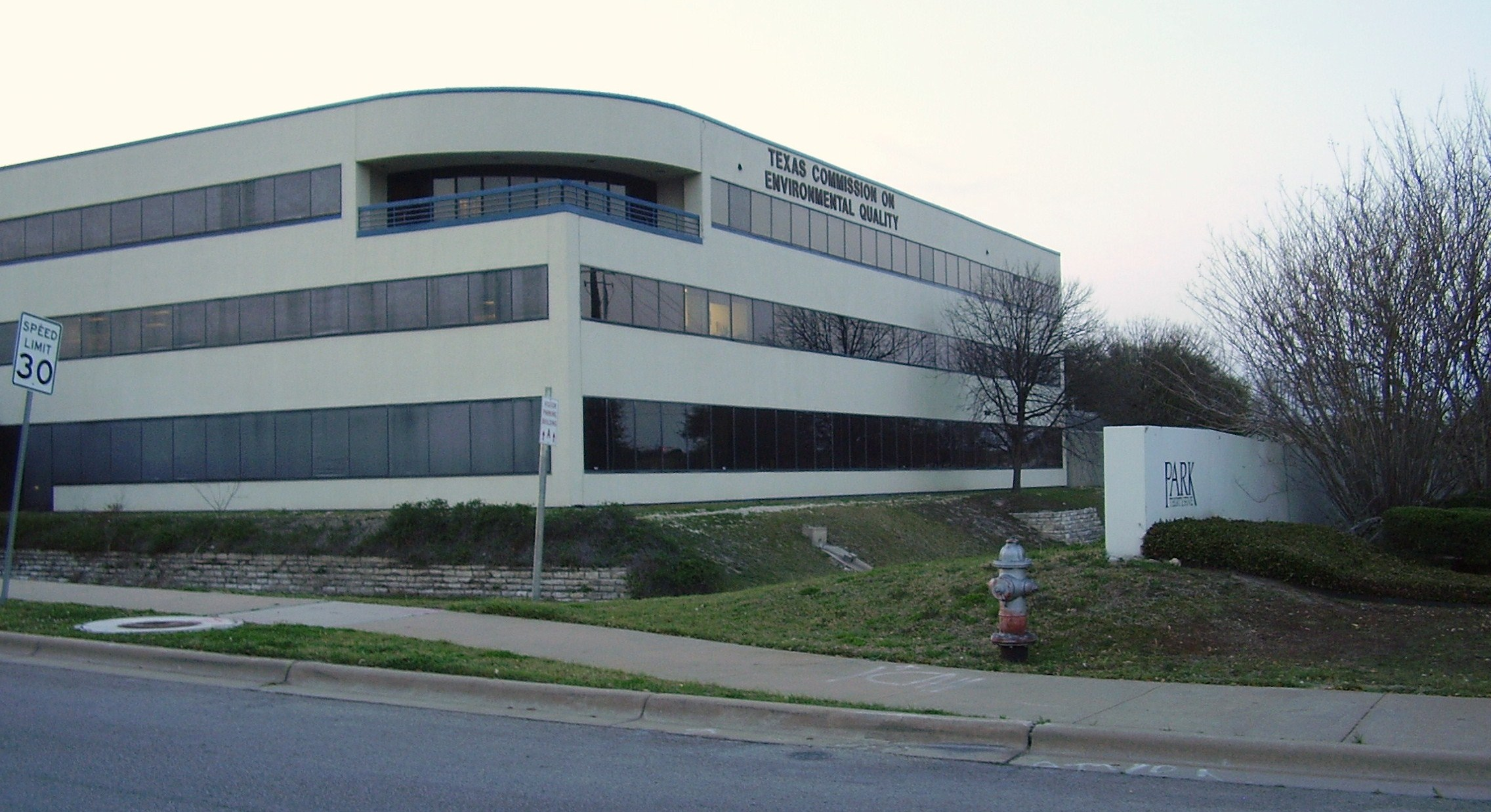
La sede de la Comisión de Calidad Ambiental de Texas.

La Comisión de Calidad Ambiental de Texas o la Comisión de Calidad Medioambiental de Texas (en inglés: Texas Commission on Environmental Quality, TCEQ) es una agencia en Texas. TCEQ tiene su sede en 12100 Park 35 Circle en Austin.
La comisión mantiene el ambiente del estado. La comisión tiene 16 oficinas regionales y 2900 empleados. La comisión tiene un presupuesto con $522,7 millones dólares estadounidenses para el año fiscal de 2009. La comisión tiene en curso "Take Care of Texas," una campaña de concienciamiento dirigida a los ciudadanos para que cuiden el medioambiente de Texas.